# Amoklauf in Lafayette
Zu einem Amoklauf in Lafayette kam es am 23. Juli 2015 in der Stadt Lafayette in Louisiana, Vereinigte Staaten. In einem Kino eröffnete der 59-jährige Täter John Russell Houser das Feuer, tötete zwei Frauen, verletzte neun weitere Menschen und erschoss sich schließlich selbst.

## Hintergrund
Viele Medien stellten den Vorfall in Zusammenhang mit dem Schützen in einem Kino in der US-Stadt Aurora, Colorado, der fast genau drei Jahre vor dieser Tat am 20. Juli 2012 während der Premiere eines Batman-Films in das Kino gefeuert und zwölf Menschen ermordete (siehe Amoklauf von Aurora). Der Schütze wurde in der Woche vor dem Lafayette-Anschlag des Mordes für schuldig befunden.
US-Präsident Barack Obama hatte im Juni 2015 nach einem Amoklauf in einer Kirche in Charleston, South Carolina strengere Waffengesetze gefordert. Amerika müsse sich der traurigen Wahrheit stellen, dass derartige Anschläge in ihrer Häufigkeit in keinem anderen Industriestaat vorkämen, sagte er in einer Stellungnahme.

## Verlauf
Der Amoklauf ereignete sich kurz vor 19.30 Uhr Ortszeit in dem Multiplex-Kino „The Grand 16“ während einer Aufführung des Films Trainwreck. Houser kam alleine, kaufte sich eine Eintrittskarte und saß mehrere Minuten lang in der vorletzten Reihe des Kinosaals, in dem sich etwa 25 Zuschauer aufhielten. Etwa 300 Menschen befanden sich zum Zeitpunkt des Amoklaufs in dem Gebäude. Houser war mit einer halbautomatischen Pistole vom Kaliber .40 S&W und zwei 10-schüssigen Magazinen bewaffnet. Die Waffe hatte er im Februar 2014 legal in einem Pfandleihgeschäft in Alabama erworben. Kurz vor 19.30 Uhr stand er auf und feuerte methodisch mindestens 13 Schüsse auf die Zuschauer. Um 19.30 Uhr Ortszeit ging der erste Anruf bei der Polizei von Lafayette ein: Der Anrufer sagte, in einem Kino in der Stadt werde geschossen. Unter den Zuschauern brach Chaos aus. Die ersten getroffenen Menschen waren zwei Frauen, die eine Reihe vor ihm saßen, beide starben später. Neun andere Personen wurden verletzt.
Nachdem Houser das Feuer eingestellt hatte, verließ er den Kinosaal und das Gebäude durch eine Seitentür und war auf dem Weg zu seinem Auto. Als er Polizeisirenen hörte und ein Polizeiauto ankommen sah, lud er seine Waffe nach, ging zurück ins Kino und feuerte drei weitere Schüsse auf flüchtende Kinobesucher. Im Anschluss beging er Suizid durch Kopfschuss. Zwei Polizisten waren an dem Abend im Kino im Einsatz und waren vor Ort, als die ersten Schüsse fielen. Als sie den Kinosaal betraten, in dem geschossen wurde, war Houser bereits tot.

## Täter
Über den Täter war zunächst nur bekannt, dass es sich um einen 59-jährigen Mann handelte, die Behörden wollten anfangs die Identität des Täters nicht öffentlich mitteilen, damit die Ermittlungen nicht behindert werden. Später wurde der Täter als John Russell „Rusty“ Houser (22. November 1955 – 23. Juli 2015) identifiziert.
John Russell "Rusty" Houser war regierungsfeindlich und rechtsextrem eingestellt. Er soll Adolf Hitler und Timothy McVeigh bewundert haben.

## Reaktionen
Bobby Jindal, der Gouverneur von Louisiana, war noch am späten Abend nach der Tat nach Lafayette gekommen. Er sagte: „Als Gouverneur, als Vater und als Ehemann, kann ich nur sagen: Immer wenn wir von solchen Akten sinnloser Gewalt hören, macht es uns wütend und traurig zugleich.“